# Kapela Dvor
Kapela Dvor es una localidad de Croacia en el municipio de Lukač, condado de Virovitica-Podravina.

## Geografía
Se encuentra a una altitud de 106 m s. n. m. a 148 km de la capital nacional, Zagreb.

## Demografía
En el censo 2011 el total de población de la localidad fue de 259 habitantes.
| Gráfica de población de Kapela Dvor 1857-2011                       |
|                                                                     |
| Según los censos de población de la oficina estadística de Croacia. |